# 小内純子
小内 純子（おない じゅんこ、1957年～　）は、日本の社会学者。札幌学院大学教授。長野県出身。

## 来歴
1980年3月、北海道大学教育学部卒業。1989年3月、北海道大学大学院教育学研究科博士課程単位取得退学。1992年4月、札幌学院大学社会情報学部専任講師。1995年4月、札幌学院大学社会情報学部助教授。2003年3月、札幌学院大学社会情報学部教授。その後、札幌学院大学社会情報学部長に就く。2017年4月、札幌学院大学法学部教授。2025年4月、札幌学院大学名誉教授。同法学部兼任講師（地域メディア論他）、同大学院地域マネジメント研究科兼任講師（地域社会まちづくり論他）。札幌学院大学総合研究所客員研究員
学外では、2015年より江別市男女共同参画審議会委員長や北海道社会学会会長を併任していた。
親族に、小内透がいる。

## 研究領域
元々は教育社会学だったが、現在は、教育社会学のみならず、地域メディア論、地域社会学、スウェーデンの地方自治に関する研究など社会学全般から隣接の行政学分野まで多岐に渡る。

## 主な業績
- 『釧路内陸部の地域形成と観光マーケティング』湯川郁子ほか共著（創風社、2007年）
- 『日系ブラジル人の労働と生活』小内透編 共同執筆（お茶の水書房、2009年）
- 『スウェーデン北部の住民組織と地域再生』大野晃ほか共編（東信堂、2012年）
- 『北海道社会とジェンダー～労働・教育・福祉・DV・セクハラの現実を問う』札幌女性問題研究会編 共同執筆（明石書店、2013年）
- 『北海道農村社会のゆくえ 農事組合型農村社会の変容と近未来像』柳村俊介共編（農林統計出版、2019年）
- 『世界に学ぶ地域自治 コミュニティ再生のしくみと実践』玉野和志ほか共編 共同執筆（学芸出版社、2021年）

## 註
1. ↑  札幌学院大学
2. ↑  研究者 - researchmap - ウェイバックマシン（2017年8月19日アーカイブ分）
3. ↑  札幌学院大学シラバスより
4. ↑  講義概要
5. ↑  KAKEN
6. ↑  KAKEN